# الدوري التونسي لكرة اليد 2020–21
الدوري التونسي لكرة اليد 2020-2021 هو الدورة 66 من الدوري التونسي لكرة اليد للرجال. 

## روابط خارجية
- الموقع الرسمي للجامعة التونسية لكرة اليد.